# XVe législature d'Espagne
La XVe législature d'Espagne (en espagnol : xv legislatura de España) est le cycle parlementaire des Cortes Generales ouvert le 17 août 2023, à la suite des élections générales anticipées du 23 juillet 2023.

## Bureau des assemblées

### Du Congrès
Le bureau du Congrès rassemble le président, quatre vice-présidents et quatre secrétaires. Le président est élu à la majorité absolue des députés au premier tour, à la majorité simple au second entre les deux candidats ayant recueilli le plus grand nombre de suffrages lors du premier vote. Les vice-présidents et secrétaires sont élus à la majorité simple : les quatre candidats qui obtiennent le plus grand nombre de voix sont proclamés élus.
| Fonction                  | Titulaire | Titulaire                       | Parti   | Circonscription |
| ------------------------- | --------- | ------------------------------- | ------- | --------------- |
| Présidente                |           | Francina Armengol               | PSOE    | Îles Baléares   |
| Premier vice-président    |           | Alfonso Gómez de Celis          | PSOE    | Séville         |
| Deuxième vice-président   |           | José Antonio Bermúdez de Castro | PP      | Salamanque      |
| Troisième vice-présidente |           | Esther Gil                      | Sumar   | Cadix           |
| Quatrième vice-présidente |           | Marta González                  | PP      | La Corogne      |
| Premier secrétaire        |           | Gerardo Pisarello               | CatComú | Barcelone       |
| Deuxième secrétaire       |           | Isaura Leal                     | PSOE    | Madrid          |
| Troisième secrétaire      |           | Guillermo Mariscal              | PP      | Las Palmas      |
| Quatrième secrétaire      |           | Carmen Navarro                  | PP      | Albacete        |

### Du Sénat
Le bureau du Sénat rassemble le président, deux vice-présidents et quatre secrétaires. Le président est élu à la majorité absolue des sénateurs au premier tour, à la majorité simple au second entre les deux candidats ayant recueilli le plus grand nombre de suffrages lors du premier vote. Les vice-présidents et secrétaires sont élus à la majorité simple : les deux (vice-présidences) ou quatre (secrétariats) candidats qui obtiennent le plus grand nombre de voix sont proclamés élus.
| Fonction               | Titulaire | Titulaire                 | Parti | Circonscription  |
| ---------------------- | --------- | ------------------------- | ----- | ---------------- |
| Président              |           | Pedro Rollán              | PP    | Madrid           |
| Premier vice-président |           | Javier Maroto             | PP    | Castille-et-León |
| Second vice-président  |           | Guillermo Fernández Vara  | PSOE  | Estrémadure      |
| Première secrétaire    |           | Eva Ortiz                 | PP    | Alicante         |
| Deuxième secrétaire    |           | Marimar Blanco            | PP    | Madrid           |
| Troisième secrétaire   |           | María de los Ángeles Luna | PSOE  | Cordoue          |
| Quatrième secrétaire   |           | Francisco Fajardo         | PSOE  | Lanzarote        |

## Groupes parlementaires

### Congrès des députés
Le règlement du Congrès des députés dispose que les députés pourront former des groupes parlementaires, à condition que chacun d'entre eux compte au moins 15 membres. Toutefois, un ou plusieurs partis politiques ayant obtenu au moins cinq sièges et réuni soit 15 % des suffrages exprimés dans les circonscriptions où ils se présentaient soit 5 % des voix sur l'ensemble du territoire espagnol, peuvent former un groupe parlementaire. Les députés appartenant à un même parti ou à deux partis qui ne se sont pas affrontés devant les électeurs ne peuvent former de groupes parlementaires séparés.
| Nom | Nom                                                         | Députés   | Députés    | Députés    | Députés    | Députés                                  | Partis | Partis   | Porte-parole                                                         |
| Nom | Nom                                                         | Début     | 05/12/2023 | 27/02/2024 | 03/07/2025 | Fin                                      | Partis | Partis   | Porte-parole                                                         |
| --- | ----------------------------------------------------------- | --------- | ---------- | ---------- | ---------- | ---------------------------------------- | ------ | -------- | -------------------------------------------------------------------- |
|     | Populaire Grupo Parlamentario Popular                       | 137 / 350 | 137 / 350  | 137 / 350  | 137 / 350  |                                          |        | PP       | Cuca Gamarra Miguel Tellado (01/12/2023) Ester Muñoz (07/07/2025)    |
|     | Socialiste Grupo Parlamentario Socialista                   | 121 / 350 | 121 / 350  | 120 / 350  | 120 / 350  |                                          |        | PSOE     | Patxi López                                                          |
|     | Socialiste Grupo Parlamentario Socialista                   | 121 / 350 | 121 / 350  | 120 / 350  | 120 / 350  | PSC                                      |        |          | Patxi López                                                          |
|     | Vox Grupo Parlamentario Vox                                 | 33 / 350  | 33 / 350   | 33 / 350   | 33 / 350   |                                          |        | Vox      | Pepa Millán                                                          |
|     | Plurinational Sumar Grupo Parlamentario Plurinacional Sumar | 31 / 350  | 26 / 350   | 27 / 350   | 26 / 350   |                                          |        | Sumar    | Marta Lois Íñigo Errejón (01/02/2024) Verónica Martínez (13/11/2024) |
|     | Plurinational Sumar Grupo Parlamentario Plurinacional Sumar | 31 / 350  | 26 / 350   | 27 / 350   | 26 / 350   | CatComú                                  |        |          | Marta Lois Íñigo Errejón (01/02/2024) Verónica Martínez (13/11/2024) |
|     | Plurinational Sumar Grupo Parlamentario Plurinacional Sumar | 31 / 350  | 26 / 350   | 27 / 350   | 26 / 350   | IU                                       |        |          | Marta Lois Íñigo Errejón (01/02/2024) Verónica Martínez (13/11/2024) |
|     | Plurinational Sumar Grupo Parlamentario Plurinacional Sumar | 31 / 350  | 26 / 350   | 27 / 350   | 26 / 350   | IdPV                                     |        |          | Marta Lois Íñigo Errejón (01/02/2024) Verónica Martínez (13/11/2024) |
|     | Plurinational Sumar Grupo Parlamentario Plurinacional Sumar | 31 / 350  | 26 / 350   | 27 / 350   | 26 / 350   | CHA                                      |        |          | Marta Lois Íñigo Errejón (01/02/2024) Verónica Martínez (13/11/2024) |
|     | Plurinational Sumar Grupo Parlamentario Plurinacional Sumar | 31 / 350  | 26 / 350   | 27 / 350   | 26 / 350   | MÉS                                      |        |          | Marta Lois Íñigo Errejón (01/02/2024) Verónica Martínez (13/11/2024) |
|     | Plurinational Sumar Grupo Parlamentario Plurinacional Sumar | 31 / 350  | 26 / 350   | 27 / 350   | 26 / 350   | Más Madrid                               |        |          | Marta Lois Íñigo Errejón (01/02/2024) Verónica Martínez (13/11/2024) |
|     | Plurinational Sumar Grupo Parlamentario Plurinacional Sumar | 31 / 350  | 26 / 350   | 27 / 350   | 26 / 350   | Podemos (jusqu'en décembre 2023)         |        |          | Marta Lois Íñigo Errejón (01/02/2024) Verónica Martínez (13/11/2024) |
|     | Plurinational Sumar Grupo Parlamentario Plurinacional Sumar | 31 / 350  | 26 / 350   | 27 / 350   | 26 / 350   | Más País (dissous en décembre 2024)      |        |          | Marta Lois Íñigo Errejón (01/02/2024) Verónica Martínez (13/11/2024) |
|     | Plurinational Sumar Grupo Parlamentario Plurinacional Sumar | 31 / 350  | 26 / 350   | 27 / 350   | 26 / 350   | Més-Compromís (jusqu'en juillet 2025)    |        |          | Marta Lois Íñigo Errejón (01/02/2024) Verónica Martínez (13/11/2024) |
|     | Républicain Grupo Parlamentario Republicano                 | 7 / 350   | 7 / 350    | 7 / 350    | 7 / 350    |                                          |        | ERC      | Gabriel Rufián                                                       |
|     | Junts per Catalunya Grupo Parlamentario Junts per Catalunya | 7 / 350   | 7 / 350    | 7 / 350    | 7 / 350    |                                          |        | Junts    | Míriam Nogueras                                                      |
|     | Euskal Herria Bildu Grupo Parlamentario Euskal Herria Bildu | 6 / 350   | 6 / 350    | 6 / 350    | 6 / 350    |                                          |        | EH Bildu | Mertxe Aizpurua                                                      |
|     | Basque (EAJ-PNV) Grupo Parlamentario Vasco (EAJ-PNV)        | 5 / 350   | 5 / 350    | 5 / 350    | 5 / 350    |                                          |        | PNV      | Aitor Esteban Maribel Vaquero (01/04/2025)                           |
|     | Mixte Grupo Parlamentario mixto                             | 3 / 350   | 8 / 350    | 8 / 350    | 9 / 350    |                                          |        | UPN      | Poste tournant                                                       |
|     | Mixte Grupo Parlamentario mixto                             | 3 / 350   | 8 / 350    | 8 / 350    | 9 / 350    | CC                                       |        |          | Poste tournant                                                       |
|     | Mixte Grupo Parlamentario mixto                             | 3 / 350   | 8 / 350    | 8 / 350    | 9 / 350    | BNG                                      |        |          | Poste tournant                                                       |
|     | Mixte Grupo Parlamentario mixto                             | 3 / 350   | 8 / 350    | 8 / 350    | 9 / 350    | Podemos (à partir de décembre 2023)      |        |          | Poste tournant                                                       |
|     | Mixte Grupo Parlamentario mixto                             | 3 / 350   | 8 / 350    | 8 / 350    | 9 / 350    | ex-PSOE (à partir de février 2024)       |        |          | Poste tournant                                                       |
|     | Mixte Grupo Parlamentario mixto                             | 3 / 350   | 8 / 350    | 8 / 350    | 9 / 350    | Més-Compromís (à partir de juillet 2025) |        |          | Poste tournant                                                       |

### Sénat
Le règlement du Sénat dispose que les sénateurs pourront former des groupes parlementaires, à condition que chacun d'entre eux compte au moins dix membres. Un groupe dont le nombre de sénateurs passe en dessous de six est dissous jusqu'à la clôture de la session en cours. Les sénateurs ayant participé aux élections au nom d'un même parti, d'une même fédération, d'une même coalition ou d'un même groupement ne peuvent former de groupes parlementaires séparés.
| Nom | Nom                                                                             | Sénateurs | Sénateurs  | Sénateurs  | Partis | Partis     | Porte-parole                             |
| Nom | Nom                                                                             | Début     | 25/07/2024 | Fin        | Partis | Partis     | Porte-parole                             |
| --- | ------------------------------------------------------------------------------- | --------- | ---------- | ---------- | ------ | ---------- | ---------------------------------------- |
|     | Populaire Grupo Parlamentario Popular en el Senado                              | 144 / 266 | 145 / 266  |            |        | PP         | Javier Arenas Alicia García (31/11/2023) |
|     | Socialiste Grupo Parlamentario Socialista                                       | 91 / 266  | 91 / 266   |            |        | PSOE       | Eva Granados Juan Espadas (01/12/2023)   |
|     | Socialiste Grupo Parlamentario Socialista                                       | 91 / 266  | 91 / 266   | PSC        |        |            | Eva Granados Juan Espadas (01/12/2023)   |
|     | Gauches pour l'indépendance Grupo Parlamentario Izquierdas por la Independencia | 11 / 266  | 9 / 266    |            |        | ERC        | Sara Bailac                              |
|     | Gauches pour l'indépendance Grupo Parlamentario Izquierdas por la Independencia | 11 / 266  | 9 / 266    | EH Bildu   |        |            | Sara Bailac                              |
|     | Pluriel Grupo Parlamentario Plural en el Senado                                 | 6 / 266   | 7 / 266    |            |        | Junts      | Poste tournant                           |
|     | Pluriel Grupo Parlamentario Plural en el Senado                                 | 6 / 266   | 7 / 266    | BNG        |        |            | Poste tournant                           |
|     | Pluriel Grupo Parlamentario Plural en el Senado                                 | 6 / 266   | 7 / 266    | CCa        |        |            | Poste tournant                           |
|     | Pluriel Grupo Parlamentario Plural en el Senado                                 | 6 / 266   | 7 / 266    | AHI        |        |            | Poste tournant                           |
|     | Basque Grupo Parlamentario Vasco en el Senado                                   | 5 / 266   | 5 / 266    |            |        | EAJ/PNV    | Estefanía Beltrán de Heredia             |
|     | Gauche confédérale Grupo Parlamentario Izquierda Confederal                     | 5 / 266   | 5 / 266    |            |        | Más Madrid | Poste tournant                           |
|     | Gauche confédérale Grupo Parlamentario Izquierda Confederal                     | 5 / 266   | 5 / 266    | Compromís  |        |            | Poste tournant                           |
|     | Gauche confédérale Grupo Parlamentario Izquierda Confederal                     | 5 / 266   | 5 / 266    | ASG        |        |            | Poste tournant                           |
|     | Gauche confédérale Grupo Parlamentario Izquierda Confederal                     | 5 / 266   | 5 / 266    | Ind (EiFS) |        |            | Poste tournant                           |
|     | Gauche confédérale Grupo Parlamentario Izquierda Confederal                     | 5 / 266   | 5 / 266    | Geroa Bai  |        |            | Poste tournant                           |
|     | Mixte Grupo Parlamentario mixto                                                 | 4 / 266   | 4 / 266    |            |        | Vox        | Poste tournant                           |
|     | Mixte Grupo Parlamentario mixto                                                 | 4 / 266   | 4 / 266    | UPN        |        |            | Poste tournant                           |

## Gouvernement et opposition
Le gouvernement espagnol (en espagnol : Gobierno de España) est constitué du président du gouvernement, éventuellement d'un ou plusieurs vice-présidents, et de ministres. Le président est investi par le Congrès des députés sur proposition du roi d'Espagne. Il nomme ensuite les autres membres du cabinet. Le poste ou le titre de chef de l'opposition (líder de la oposición) n'est pas réglementé, mais est traditionnellement reconnu pour le dirigeant du principal parti ne formant pas le gouvernement.

### Investiture d'Alberto Núñez Feijóo
Le 22 août 2023, le roi Felipe VI propose la candidature d'Alberto Núñez Feijóo à l'investiture du Congrès des députés, après avoir consulté les différentes forces politiques. Bien que Pedro Sánchez ait également indiqué au roi qu'il était prêt à se soumettre à la confiance des députés, le souverain constate que celui-ci ne dispose pas d'une majorité suffisante et arrête donc son choix sur Feijóo, en sa qualité de chef du parti arrivé en tête. Le lendemain, la présidente du Congrès, Francina Armengol, annonce la convocation du débat d'investiture les 26 et 27 septembre suivants, ce qui évite que d'éventuelles nouvelles élections se tiennent lors de la période de Noël, du Nouvel An ou de l'Épiphanie.

### Investiture de Pedro Sánchez
Le 3 octobre 2023, le roi Felipe VI propose la candidature de Pedro Sánchez à l'investiture du Congrès des députés, après avoir consulté les différentes forces politiques. Le 13 novembre, la présidente du Congrès, Francina Armengol, annonce la convocation du débat d'investiture les 15 et 16 novembre, après que le candidat lui a indiqué avoir terminé ses négociations avec les différents partis représentés au Parlement.

## Commissions parlementaires

### Au Congrès
| Commission | Président                      | Parti | Parti            | Circonscription |
| --- | ------------------------------ | ----- | ---------------- | --------------- |
| Commissions permanentes législatives |                                |       |                  |                 |
| Commission constitutionnelle | José Zaragoza                  |       | PSC              | Barcelone       |
| Commission des Affaires étrangères | Juan Carlos Ruiz Boix          |       | PSOE             | Cadix           |
| Commission de la Justice | Francisco Lucas                |       | PSOE             | Murcie          |
| Commission de la Défense | Alberto Fabra                  |       | PP               | Castellón       |
| Commission des Finances et de la Fonction publique | Alejandro Soler                |       | PSOE             | Alicante        |
| Commission des Budgets | Carlos Martín                  |       | SMR              | Madrid          |
| Commission de l'Intérieur | José Luis Ábalos               |       | PSOE             | Valence         |
| Commission de l'Intérieur | Carmen Castilla (24/04/2024)   |       | PSOE             | Séville         |
| Commission des Transports et de la Mobilité durable | José Ramón Gómez Besteiro      |       | PSOE             | Lugo            |
| Commission des Transports et de la Mobilité durable | Esther Peña (20/03/2024)       |       | PSOE             | Burgos          |
| Commission de l'Éducation, de la Formation professionnelle et des Sports | Mercedes González              |       | PSOE             | Madrid          |
| Commission de l'Éducation, de la Formation professionnelle et des Sports | Guillermo Hita (15/10/2024)    |       | PSOE             | Madrid          |
| Commission du Travail, de l'Économie sociale, de l'Inclusion, de la Sécurité sociale et des Migrations | Aina Vidal                     |       | CatComú          | Barcelone       |
| Commission de l'Industrie et du Tourisme | Inés Granollers                |       | ERC              | Lérida          |
| Commission des Droits sociaux et de la Consommation | Noemí Santana                  |       | Podemos          | Las Palmas      |
| Commission des Droits sociaux et de la Consommation | Verónica Martínez (28/02/2024) |       | Sumar            | Pontevedra      |
| Commission des Droits sociaux et de la Consommation | Alda Recas (17/12/2024)        |       | MM               | Madrid          |
| Commission de l'Agriculture, de la Pêche et de l'Alimentation | Joseba Agirretxea              |       | EAJ/PNV          | Guipuscoa       |
| Commission de la Politique territoriale | Rafaela Crespín                |       | PSOE             | Cordoue         |
| Commission de la Transition écologique et du Défi démographique | Cristina Narbona               |       | PSOE             | Madrid          |
| Commission du Logement et des Programmes urbains | Isabel Borrego                 |       | PP               | Murcie          |
| Commission de la Culture | Gerardo Pisarello              |       | CatComú          | Barcelone       |
| Commission de l'Économie, du Commerce et de la Transformation numérique | Pedro Puy                      |       | PP               | Pontevedra      |
| Commission de la Santé | Agustín Santos                 |       | SMR              | Madrid          |
| Commission de la Science, de l'Innovation et de l'Enseignement supérieur | Sandra Moneo                   |       | PP               | Burgos          |
| Commission de la Coopération internationale pour le développement | Susana Ros                     |       | PSOE             | Castellón       |
| Commission de l'Égalité | Carmen Calvo                   |       | PSOE             | Grenade         |
| Commission de l'Égalité | Susana Ros (22/05/2024)        |       | PSOE             | Castellón       |
| Commission de la Jeunesse et de l'Enfance | Jordi Salvador                 |       | ERC              | Tarragone       |
| Commission de la Jeunesse et de l'Enfance | Pilar Vallugera                |       | ERC              | Barcelone       |
| Commissions permanentes non législatives |                                |       |                  |                 |
| Commission du Règlement | Francina Armengol              |       | PSOE             | Îles Baléares   |
| Commission du Statut des députés | Manuel Cobo                    |       | PP               | Madrid          |
| Commission des Pétitions | Carlos Aragonés                |       | PP               | Madrid          |
| Commission du Contrôle des fonds secrets | Francina Armengol              |       | PSOE             | Îles Baléares   |
| Commission consultative des Nominations | Francina Armengol              |       | PSOE             | Îles Baléares   |
| Commission de Suivi et d'Évaluation des accords du pacte de Tolède | Mercè Perea                    |       | PSC              | Barcelone       |
| Commission de Suivi et d'Évaluation du pacte d'État contre la violence de genre | Adriana Lastra                 |       | PSOE             | Asturies        |
| Commission de Suivi et d'Évaluation du pacte d'État contre la violence de genre | Lídia Guinart (26/09/2024)     |       | PSC              | Barcelone       |
| Commission des Politiques d'intégration du handicap | Mercedes Fernández             |       | PP               | Asturies        |
| Commission de l'Audit de la qualité démocratique, de la Lutte contre la corruption et des Réformes institutionnelles et légales | Antidio Fagúndez               |       | PSOE             | Zamora          |
| Commission de la Sécurité routière | Marta Madrenas                 |       | Junts            | Gérone          |
| Commissions d'enquête |                                |       |                  |                 |
| Commission d'enquête sur l'opération dite « Catalogne » et les actions du ministère de l'Intérieur sous les gouvernements du Parti populaire, en lien avec les possibles irrégularités associant des hauts fonctionnaires et des hauts responsables police à l'existence d'une intrigue para-policière (28/02/2024) | Luz Martínez Seijo             |       | PSOE             | Palencia        |
| Commission d'enquête sur l'opération dite « Catalogne » et les actions du ministère de l'Intérieur sous les gouvernements du Parti populaire, en lien avec les possibles irrégularités associant des hauts fonctionnaires et des hauts responsables police à l'existence d'une intrigue para-policière (28/02/2024) | Arnau Ramírez                  |       | PSC (28/11/2024) | Barcelone       |
| Commission d'enquête sur le droit à connaître la vérité et les implications nées des attentats de Barcelone et Cambrils du 17 août 2017 (28/02/2024) | Txema Guijarro                 |       | Sumar            | Alicante        |
| Commission d'enquête sur l'espionnage et la violation de la vie privée et de l'intimité, à travers les logiciels Pegasus et Candiru, de responsables politiques, d'activistes, d'avocats, de journalistes, d'institutions et de leurs familles et proches (28/02/2024 - 28/10/2024)                                 | Luis Carlos Sahuquillo         |       | PSOE             | Cuenca          |
| Commission d'enquête sur les faits, responsabilités et enseignements autour des processus de commande publique pour l'acquisition de matériel sanitaire par les administrations publiques au cours de la pandémie de Covid-19 (02/04/2024 - 02/10/2024)                                                             | Alejandro Soler Mur            |       | PSOE             | Alicante        |

### Au Sénat
| Commission                                                                                | Président                        | Parti | Parti | Circonscription        |
| ----------------------------------------------------------------------------------------- | -------------------------------- | ----- | ----- | ---------------------- |
| Commissions permanentes législatives                                                      |                                  |       |       |                        |
| Commission constitutionnelle                                                              | Pío García-Escudero              | PP    |       | Madrid                 |
| Commission des Affaires étrangères                                                        | José Ignacio Landaluce           | PP    |       | Cadix                  |
| Commission de la Justice                                                                  | Yolanda Ibarrola                 | PP    |       | Communauté de Madrid   |
| Commission de l'Intérieur                                                                 | Fernando Martínez-Maíllo         | PP    |       | Zamora                 |
| Commission de la Défense                                                                  | José Manuel Rey                  | PP    |       | Galice                 |
| Commission de l'Économie, du Commerce et des Entreprises                                  | José Manuel Barreiro             | PP    |       | Lugo                   |
| Commission des Finances                                                                   | Eloy Suárez                      | PP    |       | Aragon                 |
| Commission des Budgets                                                                    | Ximo Puig (jusqu'au 19/02/2024)  | PSOE  |       | Communauté valencienne |
| Commission des Budgets                                                                    | Carmela Silva (08/10/2024)       | PSOE  |       | Pontevedra             |
| Commission des Transports et de la Mobilité durable                                       | Jesús Julio Carnero              | PP    |       | Valladolid             |
| Commission de l'Éducation, de la Formation professionnelle et des Sports                  | Antonio Silván                   | PP    |       | León                   |
| Commission de l'Éducation, de la Formation professionnelle et des Sports                  | Francisco Fernández (19/12/2023) | PP    |       | León                   |
| Commission du Travail et de l'Économie sociale                                            | Vicente Tirado                   | PP    |       | Tolède                 |
| Commission de l'Inclusion, de la Sécurité sociale et des Migrations                       | Gerardo Camps                    | PP    |       | Communauté valencienne |
| Commission de l'Agriculture, de l'Élevage et de l'Alimentation                            | Jorge Martínez                   | PP    |       | Palencia               |
| Commission de la Pêche                                                                    | Carmen López                     | PP    |       | Almería                |
| Commission de la Santé                                                                    | Mar San Martín                   | PP    |       | La Rioja               |
| Commission de la Coopération internationale pour le développement                         | Gonzalo Robles                   | PP    |       | Salamanque             |
| Commission de la Culture                                                                  | Juan Manuel Ávila                | PP    |       | Séville                |
| Commission de l'Égalité                                                                   | Rosa Romero                      | PP    |       | Ciudad Real            |
| Commission des Entités locales                                                            | Fernando Priego                  | PP    |       | Cordoue                |
| Commission de la Transition écologique                                                    | José Ángel Alonso                | PP    |       | Valladolid             |
| Commission de l'Industrie et du Tourisme                                                  | Javier Lacalle                   | PP    |       | Burgos                 |
| Commission de la Science, de l'Innovation et de l'Enseignement supérieur                  | Paloma Sanz                      | PP    |       | Ségovie                |
| Commission de la Fonction publique                                                        | Javier Campoy                    | PP    |       | Huesca                 |
| Commission des Politiques d'intégration du handicap                                       | Juan Carlos Serrano              | PP    |       | Lugo                   |
| Commission de la Transformation numérique                                                 | Alejo Miranda de Larra           | PP    |       | Cuenca                 |
| Commission des Droits sociaux, de la Consommation et de l'Agenda 2030                     | Maria Salom                      | PP    |       | Majorque               |
| Commission du Logement et des Programmes urbains                                          | Francisco Bernabé                | PP    |       | Murcie                 |
| Commission du Dépeuplement et du Défi démographique                                       | José Manuel Baltar               | PP    |       | Galice                 |
| Commission de la Jeunesse et de l'Enfance                                                 | Eva Martín                       | PP    |       | Grenade                |
| Commissions permanentes non législatives                                                  |                                  |       |       |                        |
| Commission du Règlement                                                                   | Javier Arenas                    | PP    |       | Andalousie             |
| Commission des Incompatibilités                                                           | José Antonio Monago              | PP    |       | Badajoz                |
| Commission des Réclamations                                                               | Paloma Sanz                      | PP    |       | Ségovie                |
| Commission des Réclamations                                                               | Alfonso Serrano (12/12/2023)     | PP    |       | Communauté de Madrid   |
| Commission des Pétitions                                                                  | Ángel González                   | PP    |       | Malaga                 |
| Commission des Affaires latino-américaines                                                | Juan José Matarí                 | PP    |       | Almería                |
| Commission des Nominations                                                                | Pedro Rollán                     | PP    |       | Madrid                 |
| Commission générale des Communautés autonomes                                             | Luisa Fernanda Rudi              | PP    |       | Saragosse              |
| Commissions spéciales                                                                     |                                  |       |       |                        |
| Commission des Droits des Familles                                                        | Carmen Leyte                     | PP    |       | Ourense                |
| Commission de suivi et évaluation des accords du pacte d'État contre la violence de genre | Verónica Casal                   | PP    |       | La Corogne             |
| Commissions conjointes                                                                    |                                  |       |       |                        |
| Commission constitutionnelle et de la Justice (22/03/2024)                                | Pío García-Escudero              | PP    |       | Madrid                 |

### Conjointes
| Commission                                                                       | Président                        | Parti | Parti | Circonscription | Chambre |
| -------------------------------------------------------------------------------- | -------------------------------- | ----- | ----- | --------------- | ------- |
| Commissions permanentes                                                          |                                  |       |       |                 |         |
| Commission des Relations avec le Tribunal des comptes                            | Juan Francisco Serrano           | PSOE  |       | Jaén            | Congrès |
| Commission pour l'Union européenne                                               | Francisco Conde                  | PP    |       | Lugo            | Congrès |
| Commission des Relations avec le Défenseur du peuple                             | Luis María Beamonte              | PP    |       | Saragosse       | Congrès |
| Commission du Contrôle parlementaire de RTVE                                     | Antonio Silván                   | PP    |       | León            | Sénat   |
| Commission de la Sécurité nationale                                              | Ana Pastor (jusqu'au 31/05/2024) | PP    |       | Pontevedra      | Congrès |
| Commission de la Sécurité nationale                                              | Edurne Uriarte (25/06/2024)      | PP    |       | Madrid          | Congrès |
| Commission pour l'Étude des problèmes d'addiction                                | Pablo Hispán                     | PP    |       | Grenade         | Congrès |
| Commission de la Coordination et du Suivi des objectifs de développement durable | Engracia Rivera                  | IU    |       | Séville         | Congrès |
| Commission sur l'Insularité                                                      | José Antonio Valbuena            | PSOE  |       | îles Canaries   | Sénat   |